# Zagreo
Zagreo (in greco antico: Ζαγρεύς?, Zagrèus) fu in origine una divinità agreste e ctonia, probabilmente di derivazione cretese. Il nome significa "cacciatore di selvaggina" e, più precisamente, alluderebbe a un cacciatore che non uccide le sue prede, ma le tiene in vita, per poi dilaniarle nei culti dionisiaci.
Il suo mito fu al centro della religione orfica. Utilizzato anche per soprannominare i cittadini di Nicosia.

## Mito
Secondo il racconto narrato da Nonno di Panopoli nel libro VI delle Dionisiache, Zagreo era figlio di Persefone e Zeus Katakthonios (lett. "Zeus del sottosuolo", che alcuni autori interpretano come epiteto di Ade, sebbene altri no in quanto nel mito sua moglie rimane Era), che si era unito a lei in forma di serpente.
Per lui Zeus aveva una particolare predilezione e l'aveva destinato a regnare su tutto l'universo.
I Titani vennero a sapere delle intenzioni di Zeus ed informarono Era, che, gelosa, ordinò loro di far sparire il bambino. I Titani lo attirarono con doni (una trottola, un rombo, una palla, uno specchio ed un astragalo), ma Zagreo cercò di fuggire trasformandosi in vari animali, fino a quando, diventato un toro, i Titani lo catturarono, lo fecero a pezzi e lo divorarono.
Atena riuscì a strappare alla loro furia il cuore del ragazzo, lo portò a Zeus, che lo inghiottì e lo rese immortale, facendolo rivivere in Dioniso. Le sue ossa furono raccolte e sepolte a Delfi. I Titani, sconfitti, furono fulminati e dalle loro ceneri - o, più precisamente, dal fumo di esse - nacquero gli uomini.
(Nonno di Panopoli. Dionisiache VI, 165-172. Traduzione di Daria Gigli Piccardi, Milano, Rizzoli, 2006, pp. 483-485)

## Interpretazione
Il mito di Zagreo, che possiede evidenti similitudini con quello di Osiride, può essere interpretato come il simbolo della morte della vegetazione in inverno e della sua rinascita in primavera.
Nei misteri Dioniso è, infatti, associato alle dee della fertilità, Demetra e Persefone, di cui sarebbe figlio Zagreo.
Il mito orfico si basa sulla concezione arcaica della colpa ereditaria.
Secondo l'orfismo, infatti, l'umanità parteciperebbe della natura malvagia dei Titani e di quella divina di Zagreo. L'elaborazione orfica in chiave escatologica e soteriologica trova nella purificazione e nelle pratiche rituali il mezzo attraverso cui l'anima può ricongiungersi con il divino.

## Nella cultura di massa
- Zagreus è il protagonista di un videogioco, Hades, dove è il principe dell'Oltretomba che deve cercare di fuggire dal reame del padre Ade, grazie all'aiuto dei poteri degli dei dell'Olimpo.[2] In uno dei dialoghi opzionali del gioco, Zagreus racconta ad Orfeo una storia inventata sul suo legame con Dioniso, citando il mito originale.
- Zagreus è il titolo di uno dei singoli pubblicati dal gruppo progressive metal Periphery in previsione dell'uscita del loro album Periphery V: Djent Is Not a Genre. Il titolo del brano è stato ispirato dal protagonista del videogioco sopracitato, a cui i membri del gruppo giocavano durante la scrittura dell'album.[3][4]